# Котов, Вячеслав Никитович
Вячеслав Никитович Котов (4 августа 1939, Московская область — 4 июня 2009, Москва) — советский деятель органов охраны общественного порядка, начальник МУРа, полковник милиции.

## Биография
Проходил срочную службу в армии, затем поступил в Московскую среднюю специальную школу милиции, которую окончил с отличием в 1965. Поступил на вечернее отделение юридического факультета МГУ, направлен на работу в БХСС, однако по собственной просьбе перевёлся в уголовный розыск. После получения диплома юриста был назначен на должность старшего оперативного уполномоченного, занимался борьбой с наркоманией. В 1973 возглавил отдел по борьбе с преступлениями, совершёнными в отношении иностранных граждан. Возглавлял Московский уголовный розыск с 1984 до 1989. Затем становится начальником оперативно-поискового управления столичного ГУВД. Вышел на пенсию вскоре после распада СССР.
Похоронен на Востряковском кладбище.

### Звания
- полковник милиции.

### Награды
- ордена;
- медали.